# Coppa del Primo ministro
La Coppa del Primo ministro (in turco Başbakanlık Kupası) è stata una competizione calcistica turca, tenutasi con cadenza annuale sotto l'egida della Federazione calcistica della Turchia.
Organizzata in gara unica, dal 1944 al 1950 vide affrontarsi la squadra vincitrice del campionato turco di calcio (1924-1951) e la vincitrice della Lega nazionale, fungendo da supercoppa e risultando in tal modo una delle più antiche supercoppe istituite nel mondo.
Dopo un quindicennio di sospensione, la competizione fu reintrodotta nel 1966 dalla federcalcio turca, che da quel momento la strutturò come una partita tra la squadra vincitrice della seconda divisione del campionato turco e la vincitrice del campionato dilettantistico. La manifestazione mantenne questa formula sino al 1970. Dal 1971 al 1998 la competizione fu disputata dalla seconda classificata della Süper Lig e la vincitrice della Coppa di Turchia.
La squadra più titolata nella competizione è il Fenerbahçe, che ne ha vinto 8 edizioni.

## Albo d'oro

### 1944-1950
| Anno | Vincitore     | Risultato     | Secondo posto    | Luogo                    |
| ---- | ------------- | ------------- | ---------------- | ------------------------ |
| 1944 | Beşiktaş      | 4-1           | Fenerbahçe       | Stadio 19 maggio, Ankara |
| 1945 | Fenerbahçe    | 3-2           | Harp Okulu       | Stadio 19 maggio, Ankara |
| 1946 | Fenerbahçe    | 4-0           | Gençlerbirliği   | Stadio 19 maggio, Ankara |
| 1947 | Beşiktaş      | 4-0           | Ankara Demirspor | Stadio 19 maggio, Ankara |
| 1948 | non disputata | non disputata | non disputata    | non disputata            |
| 1949 | non disputata | non disputata | non disputata    | non disputata            |
| 1950 | Fenerbahçe    | 2-1 (dts)     | Göztepe          | Stadio 19 maggio, Ankara |

### 1966-1970
| Anno | Vincitore       | Risultato | Secondo posto       | Luogo                    |
| ---- | --------------- | --------- | ------------------- | ------------------------ |
| 1966 | Eskişehirspor   | 1-0       | Trabzon İdman Ocağı | Stadio 19 maggio, Ankara |
| 1967 | Mersin İ. Yurdu | 2-0       | İzmir Denizgücü     | Stadio 19 maggio, Ankara |
| 1968 | İzmir Denizgücü | 2-0 (dts) | İzmirspor           | Stadio 19 maggio, Ankara |
| 1969 | Ankaragücü      | 3-0 (wo)  | Sebat Gençlik       | Stadio 19 maggio, Ankara |
| 1970 | Boluspor        | 8-1       | Muhafızgücü         | Stadio 19 maggio, Ankara |

### 1971-1998
| Anno | Vincitore     | Risultato     | Secondo posto   | Luogo                    |
| ---- | ------------- | ------------- | --------------- | ------------------------ |
| 1971 | Bursaspor     | 1-0 (dts)     | Fenerbahçe      | Stadio 19 maggio, Ankara |
| 1972 | Eskişehirspor | 2-0           | Altay           | Stadio 19 maggio, Ankara |
| 1973 | Fenerbahçe    | 5-2 (dts)     | Ankaragücü      | Stadio 19 maggio, Ankara |
| 1974 | Beşiktaş      | 3-2 (dts)     | Bursaspor       | Stadio 19 maggio, Ankara |
| 1975 | Galatasaray   | 1-0           | Trabzonspor     | Stadio Cebeci İnönü      |
| 1976 | Trabzonspor   | 2-2 (6-5 dtr) | Fenerbahçe      | Stadio 19 maggio, Ankara |
| 1977 | Beşiktaş      | 2-1           | Fenerbahçe      | Stadio 19 maggio, Ankara |
| 1978 | Trabzonspor   | 2-1           | Adana Demirspor | Stadio 19 maggio, Ankara |
| 1979 | Galatasaray   | 1-0           | Altay           | Stadio 19 maggio, Ankara |
| 1980 | Fenerbahçe    | 1-0 (dts)     | Galatasaray     | Stadio 19 maggio, Ankara |
| 1981 | Boluspor      | 3-1           | Adanaspor       | Stadio 19 maggio, Ankara |
| 1982 | non disputata | non disputata | non disputata   | non disputata            |
| 1983 | non disputata | non disputata | non disputata   | non disputata            |
| 1984 | non disputata | non disputata | non disputata   | non disputata            |
| 1985 | Trabzonspor   | 7-2           | Kayserispor     | Stadio 19 maggio, Ankara |
| 1986 | Galatasaray   | 8-1           | Altay           | Stadio 19 maggio, Ankara |
| 1987 | Eskişehirspor | 2-2 (4-2 dtr) | Beşiktaş        | Stadio 19 maggio, Ankara |
| 1988 | Beşiktaş      | 3-2           | Samsunspor      | Stadio 19 maggio, Ankara |
| 1989 | Fenerbahçe    | 3-2           | Galatasaray     | Stadio 19 maggio, Ankara |
| 1990 | Galatasaray   | 1-0           | Trabzonspor     | Stadio 19 maggio, Ankara |
| 1991 | Ankaragücü    | 3-1           | Trabzonspor     | Stadio 19 maggio, Ankara |
| 1992 | Bursaspor     | 3-1           | Fenerbahçe      | Stadio 19 maggio, Ankara |
| 1993 | Fenerbahçe    | 1-0 (dts)     | Trabzonspor     | Stadio 19 maggio, Ankara |
| 1994 | Trabzonspor   | 4-3           | Fenerbahçe      | Stadio 19 maggio, Ankara |
| 1995 | Galatasaray   | 1-1 (3-2 dtr) | Fenerbahçe      | Stadio 19 maggio, Ankara |
| 1996 | Trabzonspor   | 4-0           | Beşiktaş        | Stadio 19 maggio, Ankara |
| 1997 | Beşiktaş      | 4-3 (dts)     | Trabzonspor     | Stadio 19 maggio, Ankara |
| 1998 | Fenerbahçe    | 1-0 (dts)     | Trabzonspor     | Stadio 19 maggio, Ankara |

## Vittorie per squadra
| Squadra         | Vittorie | Secondi posti | Anni vittorie                                  |
| --------------- | -------- | ------------- | ---------------------------------------------- |
| Fenerbahçe      | 8        | 7             | 1945, 1946, 1950, 1973, 1980, 1989, 1993, 1998 |
| Beşiktaş        | 6        | 2             | 1944, 1947, 1974, 1977, 1988, 1997             |
| Trabzonspor     | 5        | 6             | 1976, 1978, 1985, 1994, 1996                   |
| Galatasaray     | 5        | 2             | 1975, 1979, 1986, 1990, 1995                   |
| Eskişehirspor   | 3        | -             | 1966, 1972, 1987                               |
| Ankaragücü      | 2        | 1             | 1969, 1991                                     |
| Bursaspor       | 2        | 1             | 1971, 1992                                     |
| Boluspor        | 2        | -             | 1970, 1981                                     |
| İzmir Denizgücü | 1        | 1             | 1968                                           |
| Mersin İ. Yurdu | 1        | -             | 1967                                           |